# Клопка љубави
Клопка љубави (тур. Gelin) турска је телевизијска серија, снимана од 2024.
У Србији је емитује Пинк од 21. априла 2025.

## Радња
Одрасла без родитеља које никада није упознала, Ханчер је још као мала навикла да се бори сама кроз живот. Њена највећа брига је болесни брат, и спремна је да учини све како би му обезбедила лечење. Џихан, једини наследник богате породице Девелиоглу, пристаје на договорени брак без емоција на наговор своје мајке Мукадер, која сматра да он мора добити сина, како би наставили лозу имућне породице. Мукадер је очарана Ханчерином лепотом и сматра је погодном за свог сина.
Када се Ханчер укаже прилика за брак са богатим наследником Џиханом, пристаје на договор не због љубави, већ из очаја. Мукадер, која је планирала да Ханчер отера из виле чим роди дете, суочава се са нечим што није очекивала.

## Епизоде
| Сезона | Сезона | Епизоде | Емитовање у Турској | Емитовање у Турској | Емитовање у Турској | Емитовање у Србији | Емитовање у Србији | Емитовање у Србији |
| Сезона | Сезона | Епизоде | Премијера           | Финале              | Мрежа               | Премијера          | Финале             | Мрежа              |
| ------ | ------ | ------- | ------------------- | ------------------- | ------------------- | ------------------ | ------------------ | ------------------ |
|        | 1.     | 34      | 11. фебруар 2024.   | 30. јун 2024.       |                     | 21. април 2025.    | 15. јун 2025.      |                    |
|        | 2.     | 203     | 7. септембар 2024.  | 1. јул 2025.        | 15. јун 2025.       | данас              |                    |                    |